# ذخیره‌گاه طبیعی کینتریشی
ذخیره‌گاه طبیعی کینتریشی (گرجی: კინტრიში) یک منطقه حفاظت شده در شهرداری کوبولتی، منطقه آجارا در گرجستان در قسمت بالای رودخانه کینتریشی در ارتفاع ۳۰۰ تا ۲۵۰۰ متری از سطح دریا بین روستای تسخموانی) و کوه‌های خینو است. در سال ۱۹۵۹ برای حفظ جنگل‌های باقی مانده و گیاهان و جانوران بومی شومتا تأسیس شد. این بخشی از جنگل‌های بارانی و تالاب‌های کلخی است که در فهرست میراث جهانی یونسکو به ثبت رسیده‌است.

## جغرافیا
ذخیره‌گاه طبیعی کینتریش در دره رودخانه کینتریش واقع شده‌است که از کوه خینو سرچشمه می‌گیرد و در نزدیکی شهر تفریحی کبولتی به دریای سیاه می‌ریزد. در پایین‌ترین ارتفاع، ۳۰۰ متر (۹۸۰ فوت) بالاتر از سطح دریا و مراتع کوهستانی آن در ارتفاع ۲٬۵۰۰ متر (۸٬۲۰۰ فوت) قرار دارند. . منطقه حفاظت شده طبیعی کینتریشی از شمال با اداره جنگل کوبولتی، از شرق با شهرداری شواخوی، از جنوب با شهرداری کدا و از جنوب غربی با پارک ملی متیرالا همسایه است.

## اقلیم
کوه‌های اطراف هوای مرطوب را از دریا به دام می‌اندازند، بنابراین رطوبت بالایی را در کینتریشی فراهم می‌کنند. در طول سال، میزان بارندگی در سواحل آجارا، حدود ۳٬۰۰۰ میلیمتر (۱۲۰ اینچ) است.